# Gruszka (Kielce)
Pour les articles homonymes, voir Gruszka.
Gruszka est une localité polonaise de la gmina de Zagnańsk, située dans le powiat de Kielce en voïvodie de Sainte-Croix.